# Palácio Dolmabahçe
O Palácio Dolmabahçe (em turco: Dolmabahçe Sarayı) é um edifício localizado no distrito de Beşiktaş, no lado europeu do Bósforo na cidade de Istambul, Turquia. O palácio foi o principal centro administrativo do Império Otomano de 1853 a 1922 (de 1889 a 1909 o Palácio de Yıldız também foi usado).
O Dolmabahçe foi o primeiro palácio de estilo europeu em Istambul e foi construído por ordem do sultão Abdul Mejide I entre 1842 e 1853, com um custo de cinco milhões de libras de ouro otomanas, equivalentes a 35 toneladas de ouro. Catorze toneladas de ouro foram usadas para ornamentar os tetos do palácio.
O maior lustre de cristal da Boêmia, presenteado pela rainha Vitória do Reino Unido, decora o salão central. O candeeiro tem 750 lâmpadas e pesa 4,5 toneladas. O Dolmabahçe tem a maior coleção de lustres feitos de cristal da Boêmia e Baccarat do mundo.
Mustafa Kemal Atatürk, fundador e primeiro presidente da República da Turquia, passou seus últimos dias no Palácio Dolmabahçe. Atatürk morreu às 9h05min de 10 de novembro de 1938, num quarto que é atualmente parte do museu.